# Ромашка (ветроагрегат)

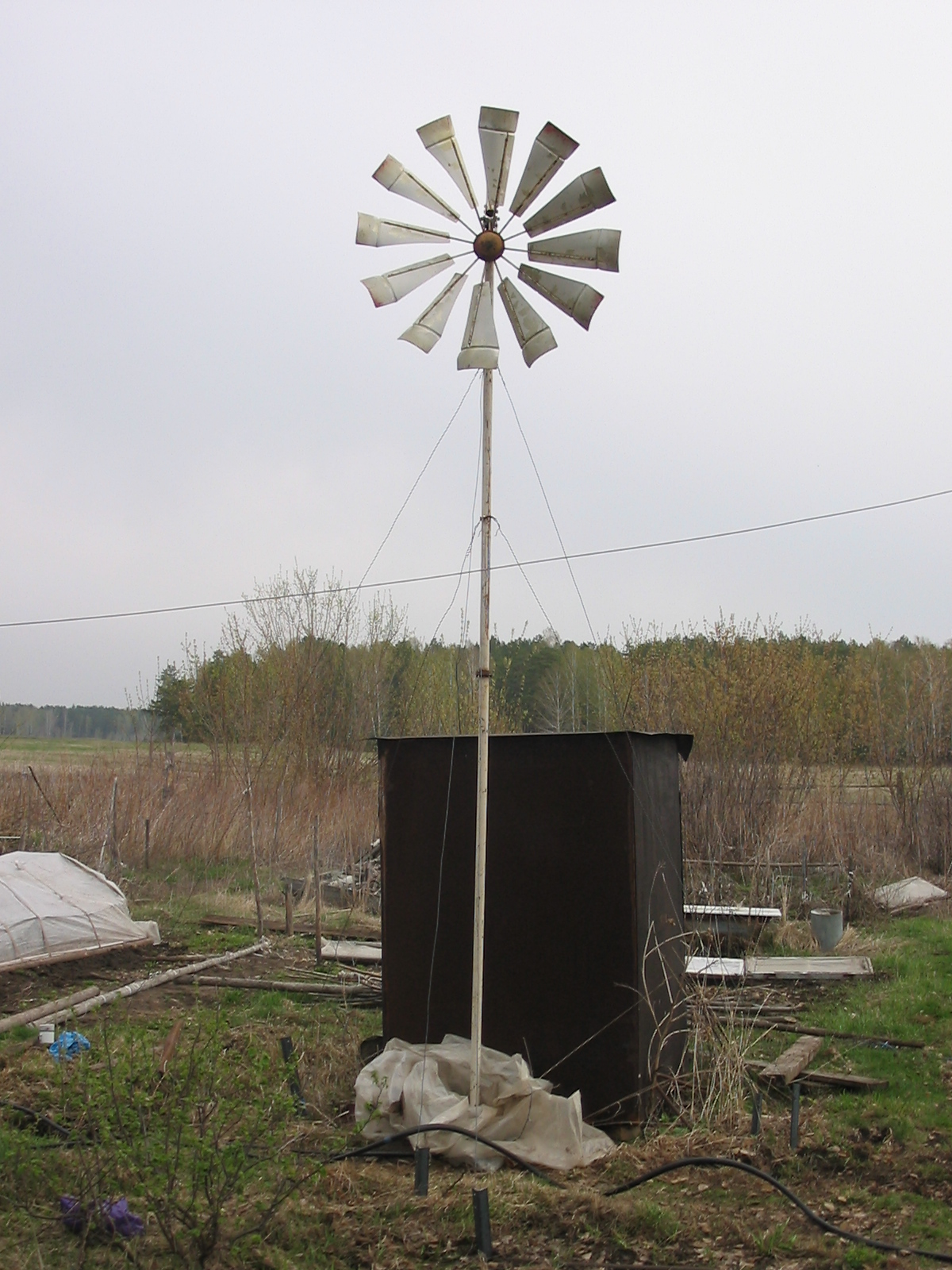
Агрегат ветромеханический водоподъемный АВВП-1,2 «Ромашка» (заводской номер 843, год выпуска 1990)

АВВП-1,2 «Ромашка» (обозначение поздних экземпляров АВМВ-1,2) — марка малогабаритного агрегата ветромеханического водоподъемного (ветряного насоса), предназначенного для водоснабжения индивидуальных потребителей, разработанного в Научно-производственном объединении «Ветроэн» и производимого Стерлитамакским ордена Ленина станкостроительным заводом им. Ленина с 1988 по, предположительно, по
1992 годы.

## Назначение
Агрегат АВВП-1,2 «Ромашка» предназначен для подъёма воды из любых водоисточников (скважины, колодца, открытого водоёма и т. д.) с глубиной залегания воды до 8 м и может использоваться как на стационарных участках, так и на летних пастбищах.

## Технические характеристики[1]
| Параметр                                                             | Значение   |
| -------------------------------------------------------------------- | ---------- |
| Подача воды при скорости ветра 5 м/с и суммарной высоте подъема 10 м | 300 л/ч    |
| Максимальная подача воды                                             | 400 л/ч    |
| Максимальная высота всасывания                                       | 8 м        |
| Максимальный напор                                                   | 3,5 м      |
| Предельно допустимая скорость ветра                                  | 40 м/с     |
| Диаметр ветроколеса                                                  | 1,2 м      |
| Число лопастей                                                       | 12         |
| Масса агрегата                                                       | 40 кг      |
| Цена в 1990 году                                                     | 114 рублей |

## Конструктивные особенности
При проектировании к конструкции предъявлялся ряд требований:
- предельная простота, позволяющая выполнять ремонт агрегата потребителем без применения специализированного инструмента;
- возможность функционирования агрегата без наблюдения со стороны человека;
- автоматическая защита агрегата от поломок при буревых скоростях ветра, неисправностях в насосе и при засорении напорного шланга;
- быстросборная и быстроразборная конструкция, позволяющая за время менее 2-х часов смонтировать ветроагрегат на неподготовленном месте силами 2-х человек;
- возможность подъёма и опускания ветроагрегата без применения механизмов силами 2-х человек.

Для соответствия указанным требованиям в конструкции агрегата «Ромашка» применен ряд оригинальных технических решений.

### Ветродвигатель
Ветродвигатель тихоходного типа, двенадцатилопастной. Ветроколесо установлено на поворотно-откидном подвесе, обеспечивающим его самоориентацию по направлению ветра и защиту при буревых скоростях ветра. Особенность подвеса заключается в том, что для ориентации ветроколеса не требуется хвост-флюгер.
Защита ветроколеса при штормовых скоростях ветра осуществляется за счёт его откидывания. Для этого ось вращения ветроколеса установлена ниже горизонтальной оси подвеса. Это приводит к тому, что при повышении скорости ветра сила его напора вызывает поворот подвеса ветроколеса. При этом ось вращения колеса занимает вертикальное положение (само ветроколесо — горизонтальное положение), и сила напора ветра на колесо уменьшается.

### Силовая передача
Передача движения от ветроколеса к насосу осуществляется посредством кулачка, Г-образного рычага и тяги. При вращении ветроколеса кулачок, установленный на нём, вызывает перемещение Г-образного рычага, который передает усилие тяге, связанной с диафрагмой насоса. Особенностью силовой передачи является то, что возврат диафрагмы насоса осуществляется пружиной. Это защищает ветродвигатель от разрушения ветроколеса при заклинивании насоса в случае замерзания в нём воды.

### Насос
Ветронасос оснащён мембранный насосом. Верхняя полость насоса сообщается с трубой-стойкой ветроагрегата. Это позволяет в случае засорения выходного шланга защитить насос от повреждения избыточным давлением — лишняя вода выльется через верх трубы-стойки.

### Крепление
Труба-стойка агрегата «Ромашка» закрепляется с помощью шести проволочных оттяжек, заделываемых в специальные анкеры, забитые в землю.
Примененные технические решения обеспечивают полную автоматизацию работы агрегата и его безопасную круглосуточную эксплуатацию без участия человека.

## Оценка проекта
«Ромашка» — первая ветроэнергетическая установка освоенная в серийном производстве после нескольких десятилетий полного забвения темы малой ветроэнергетики в СССР. В целом ветроагрегат «Ромашка» следует охарактеризовать как продуманную и удобную в эксплуатации машину. Ветроагрегат является долговечным — экземпляры, выпущенные в 1988 году работают до сих пор.
Быстроизнашивающиеся узлы (кулачок и ролик) выполнены из широко распространенной стали 45 и имеют простую конструкцию, позволяющую изготовить их в любой механической мастерской.
К недостаткам ветроагрегата следует отнести быстрый (в течение 3-5 лет) износ подшипников в узле подвеса ветроколеса, так как они не защищены от попадания дождевой воды, а также отсутствие устройств, регулирующих натяжение проволок-растяжек.